# Richard Stilgoe
Richard Henry Simpson Stilgoe, OBE (ur. 28 marca 1943) – brytyjski autor tekstów piosenek oraz komik. Jego najbardziej znanym dziełem jest współautorstwo libretta musicalu Upiór w operze.

## Życie osobiste
Richard Stilgoe urodził się 28 marca 1943 w Camberley, Surrey Młodość spędził w Liverpoolu, gdzie występował m.in. w młodzieżowej grupie Tony Snow and the Blizzards występując w Cavern Club. Ukończył szkołę średnią Monkton Combe School w Somerset oraz studia w Clare College na Uniwersytecie Cambridge.
Jego syn,  Joe Stilgoe jest pianistą jazzowym oraz wokalistą.

## Kariera

### TV i radio
W roku 1966 grał  na West Endzie w musicalu Jorrocks jedną z ról epizodycznych. Stał się relatywnie znany dzięki programom popołudniowym w telewizji BBC Nationwide oraz That's Life! w których występował we własnych satyrycznych skeczach i piosenkach. W latach osiemdziesiątych występował w satyrycznym programie  A Kick Up The Eighties. Był znany z wyjątkowej łatwości w pisaniu tekstów w stylu kabaretowym (np. śpiewana intstrukcja szwedzkiego sekstelefonu, śpiewany poczet królów angielskich – pastisz występów King’s Singers, improwizacje oparte na słowach podrzucanych przez publiczność). Prowadził wiele programów radiowych w  BBC – Hamburger Weekend, Used Notes, Stilgoe's Around, Maestro i Richard Stilgoe's Traffic Jam Show.
Stilgoe jako wielki fan anagramów brał ponad dwieście razy udział w teleturnieju im poświęconym, Countdown. Prowadziłl również quizy w radio: The Year in Question, Finders Keepers (1981–1985) i Scoop (1981–1982).

### Musicale
Niezależnie od działalności komika, Stilgoe zaczął pisać również teksty dla innych wykonawców i to właśnie ta działalność przyniosła mu największe uznanie.  W 1981 roku poznał Andrew Lloyd Webbera. Współpracował przy tworzeniu libretta do przebojowego musicalu Cats, w 1985 napisał libretto doStarlight Express, a dwa  lata później współpracował z Charlesem Hartem przy libretcie wielkiego hitu West Endu, kolejnego musicalu Webbera The Phantom of the Opera.  Później napisał jeszcze 2 musicale dla szkół: Bodywork oraz Brilliant the Dinosaur.

## Działalność charytatywna
Przez ponad 20 lat prowadził  koncerty promujące młodzież  Schools Proms w Royal Albert Hall oraz brał udział w charytatywnych koncertach Royal Variety Performance. W roku 1998 stworzył fundusz Orpheus Trust, mający wspierać młodych artystów z różnymi upośledzeniami,  zapoczątkował także cykl koncertów, Stilgoe Family Concerts w Royal Festival Hall wspomagając występy młodych artystów. Jest również patronem towarzystwa  Surrey Care Trust w Milford - wspomagającym motywację do zmian w życiu i wspierającym poprzez fundusz kryzysowy mieszkańców w potrzebie.
Stilgoe przeznaczył również całość swoich tantiemów za Starlight Express na rzecz indyjskiej wioski, ze względu na popularność musicalu są to kwoty rzędu kilkuset funtów dziennie.

## Inne
W latach 1998–1999 dzierżył ceremonialne lokalne stanowisko High Sheriff w Surrey, obecnie jest tam Deputy Lieutenantem. Jest fanem krykieta, od 2005 roku prezesemSurrey County Cricket Club, uprzednio prezesem klubu Lord's Taverners.

## Nagrody
Stilgoe miał w swojej karierze dwie nominacje do nagrody Tony, zdobył trzy nagrody na festiwalu telewizyjnym w Monte Carlo oraz Prix Italia, otrzymał order imperium brytyjskiego. W 2012 otrzymał tytuł szlachecki Knight Bachelor za działalność charytatywną w Alchemy Foundation.